# Carmichaelia solandri
Carmichaelia solandri är en ärtväxtart som beskrevs av George Simpson. Carmichaelia solandri ingår i släktet Carmichaelia och familjen ärtväxter. Inga underarter finns listade i Catalogue of Life.